# Eressa affinis
Eressa affinis är en fjärilsart som beskrevs av Moore 1877. Eressa affinis ingår i släktet Eressa och familjen björnspinnare. Inga underarter finns listade i Catalogue of Life.